# James Walker (Rennfahrer)

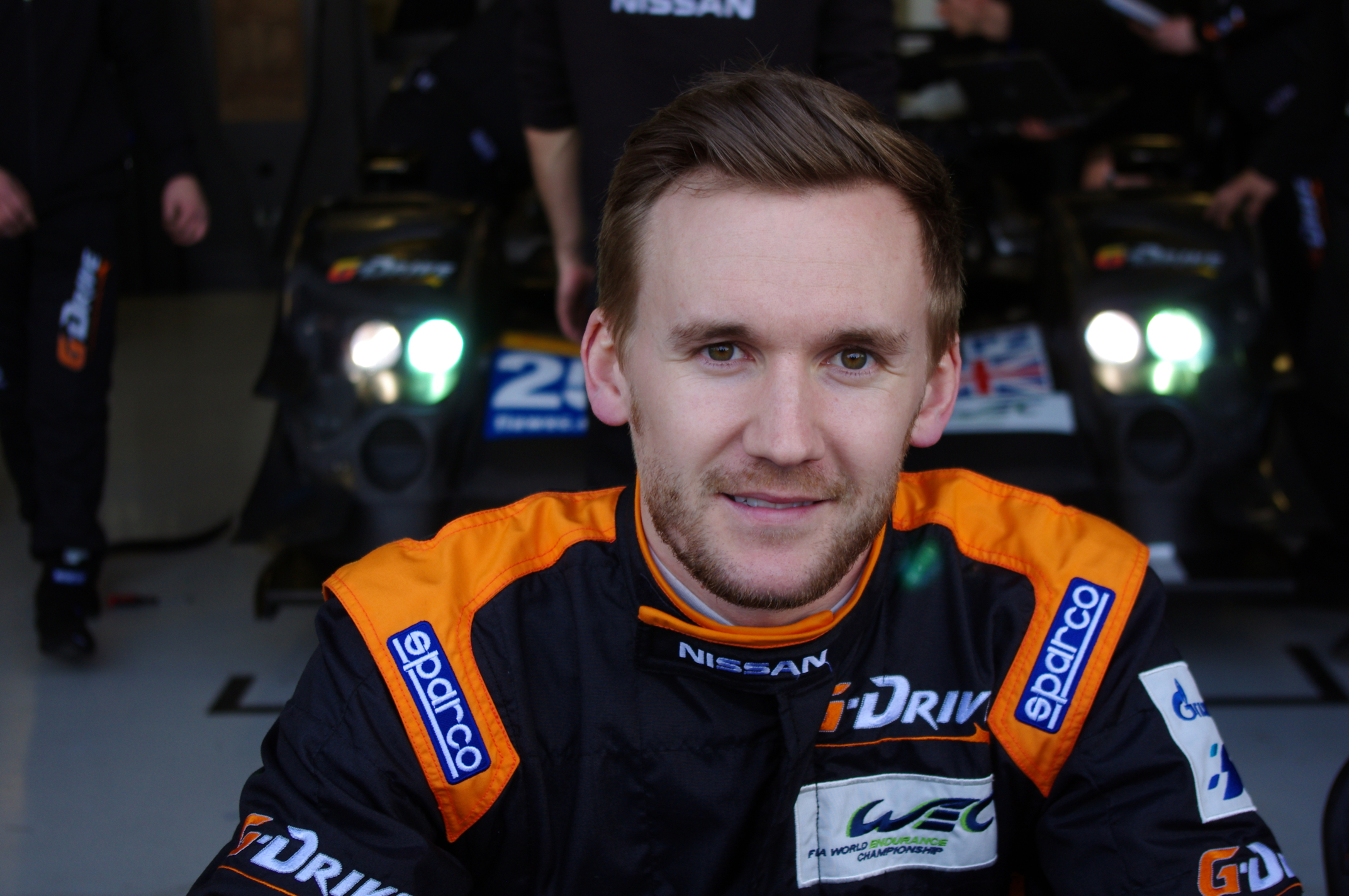
James Walker 2013

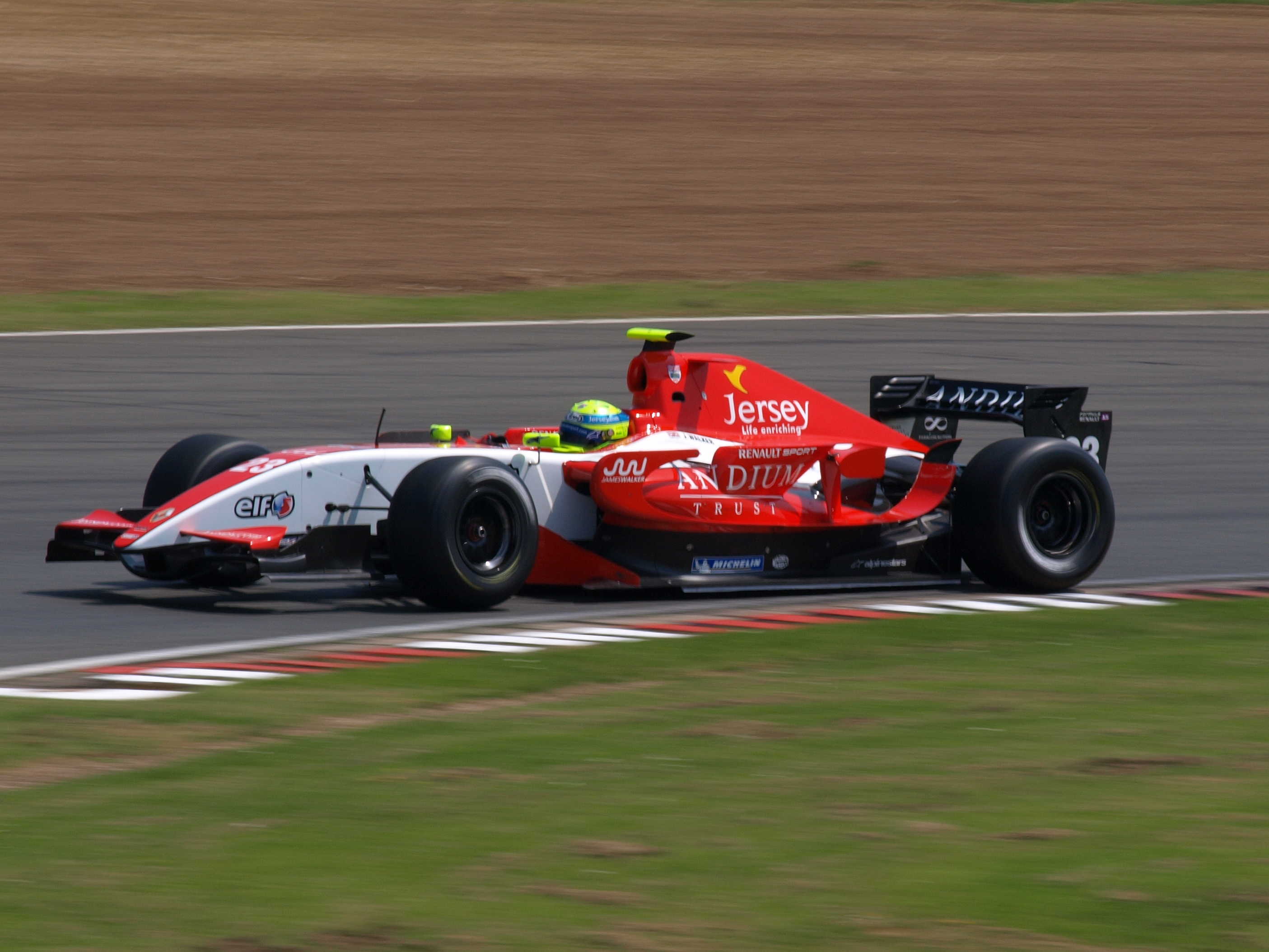
James Walker in Silverstone in der World Series by Renault 2008

James Kristian Walker (* 25. August 1983 in Jersey) ist ein ehemaliger britischer Rennfahrer.

## Karriere
Nachdem Walker seine Motorsportkarriere 1999 im Kartsport begonnen hatte, wechselte er 2001 in die britische Formel Ford, in der er für drei Jahre blieb. 2003 gewann Walker den Meistertitel der Scholarship Class. 2004 wechselte er in die britische Formel-3-Meisterschaft zu Hitech Racing und wurde 18. in der Gesamtwertung. 2005 blieb Walker in der britischen Formel-3-Meisterschaft und belegte für Fortec Motorsport startend den elften Gesamtrang. Der Saisonhöhepunkt des Briten war sein erster Sieg in dieser Serie auf dem Nürburgring. 2006 kehrte Walker zu Hitech Racing zurück und bestritt seine dritte Saison in der britischen Formel 3. Ohne ein Rennen gewonnen zu haben, verbesserte er sich auf den neunten Platz in der Gesamtwertung. Außerdem nahm er mit seinem Team an zwei Rennwochenenden der Formel-3-Euroserie teil.
2007 verließ Walker die britische Formel 3 und ging für Fortec Motorsport in der World Series by Renault an den Start. Obwohl der Brite ein Rennen gewann, belegte er in der Gesamtwertung nur den 19. Platz. In der folgenden Saison blieb Walker bei Fortec Motorsport und verbesserte sich auf den 13. Gesamtrang. Außerdem startete er bei einigen Rennen der Superleague Formula und gewann ein Rennen für das von Zakspeed betreute Team von Borussia Dortmund. 2009 bestritt Walker seine dritte Saison in der World Series by Renault für den Rennstall P1 Motorsport. Mit einem Sieg belegte er am Saisonende den fünften Platz in der Gesamtwertung.
2010 kehrte Walker in die Superleague Formula zurück und geht für das von Atech Grand Prix betreute Team des FC Liverpools an den Start. Nach dem ersten Rennwochenende kann Walker noch keine Zielankunft vorweisen. Bis 204 fuhr er Sportwagenrennen in der Le Mans Series und fuhr 2017 nach zwei Jahren Absenz ein Rennen im VLN Endurance CUP5.

## Statistik

### Karrierestationen
- 1999–2000: Kartsport
- 2001: Britische Formel Ford
- 2002: Britische Formel Ford (Platz 17)
- 2003: Britische Formel Ford, Scholarship Class (Meister)
- 2004: Britische Formel-3-Meisterschaft (Platz 18)
- 2005: Britische Formel-3-Meisterschaft (Platz 11)
- 2006: Britische Formel-3-Meisterschaft (Platz 9)
- 2007: World Series by Renault (Platz 19)
- 2008: World Series by Renault (Platz 13)
- 2009: World Series by Renault (Platz 5)
- 2010: Superleague Formula

### Le-Mans-Ergebnisse
| Jahr | Team           | Fahrzeug               | Teamkollege | Teamkollege  | Platzierung | Ausfallgrund    |
| ---- | -------------- | ---------------------- | ----------- | ------------ | ----------- | --------------- |
| 2012 | JMW Motorsport | Ferrari 458 Italia GTC | Roger Wills | Jonny Cocker | Ausfall     | Getriebeschaden |